# Judenpranger

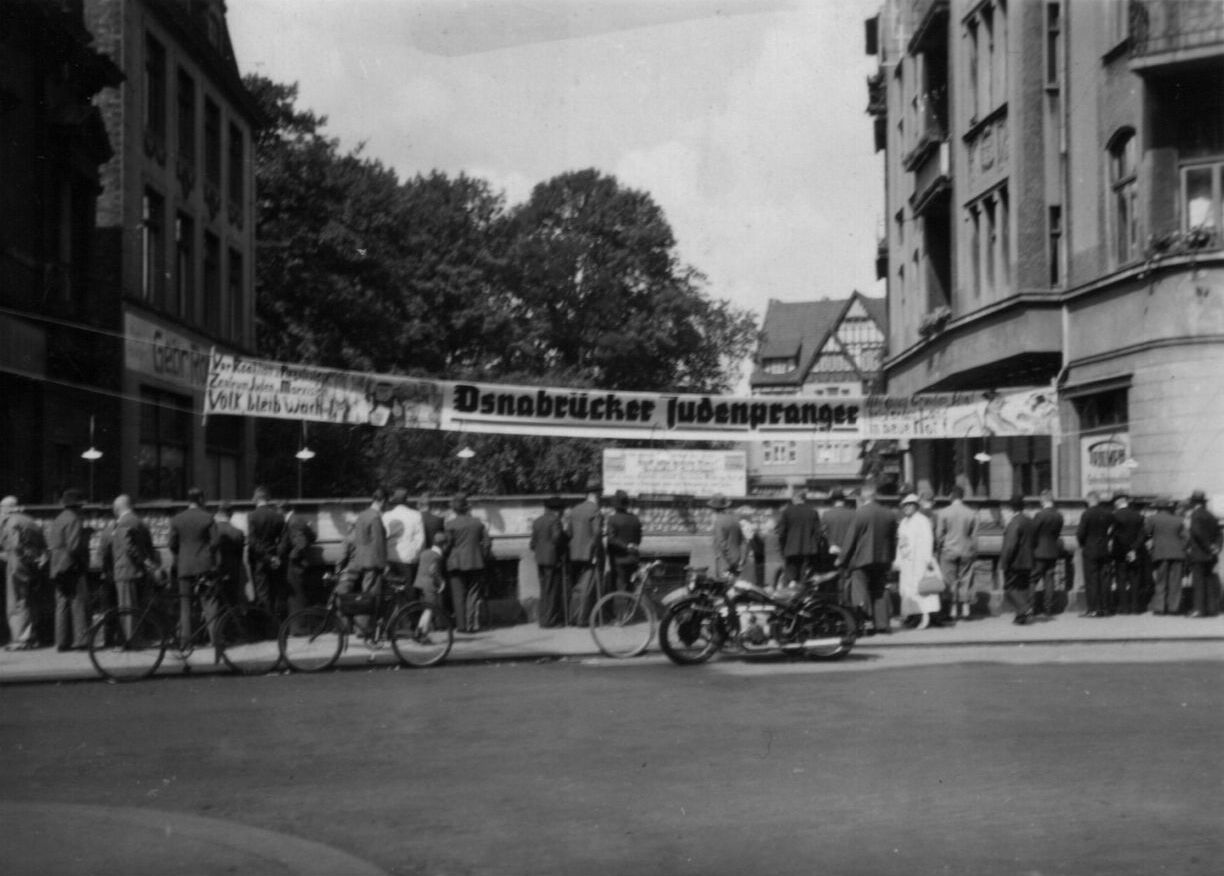
„Osnabrücker Judenpranger“, September 1934

Der Judenpranger war ein Aushang zur Zeit des Nationalsozialismus, in dem beispielsweise die Namen von Nichtjuden, die bei Juden einkauften, oder Sympathisanten von Juden, durch Meldung frei denunziert werden konnten. Unter derselben Bezeichnung gab es entsprechende Rubriken in einigen Tageszeitungen.

## Begriff
Der Begriff selbst ist älter. Bereits 1922 veröffentlichte Alfred Roth, ein antisemitischer Agitator in Hamburg den Judenpranger. In den 1920er Jahren wurde beispielsweise Stefan Zweig im Judenpranger genannt.

## Zeit des Nationalsozialismus
1935 führte Walter Schmidt, Bürgermeister von Chemnitz und gleichzeitig SA-Obergruppenführer, den Judenpranger in der Zeit des Nationalsozialismus ein. Seine Idee wurde in hohen Kreisen der NS-Führung gelobt und sollte auch in anderen Städten eingesetzt werden. Allerdings äußerte der Gau-Geschäftsführer Kritik an diesem Vorgehen:

„Die Warenhäuser wollen wir (die Nazis) nicht auf den Tag zerschlagen. Der Führer wird den Zeitpunkt bestimmen.“

Unter der Leitung des Bürgermeisters wurden bis zu 1800 Spitzel in Betrieben und öffentlichen Ämtern rekrutiert.
Auch in anderen Orten wie etwa in Talheim im Landkreis Heilbronn wurde ein Judenpranger eingerichtet. Teilweise wurde der Judenpranger auch in Zeitschriften veröffentlicht. So gab es entsprechende Rubriken 1935 etwa in einer regionalen Zeitung in Ingolstadt. Auch in Hessen beteiligten sich Zeitungen an diesen Maßnahmen. Ähnliches gab es schon vor 1938 in Linz.